# Dame (échecs)
Pour les articles homonymes, voir Dame et Reine (homonymie).

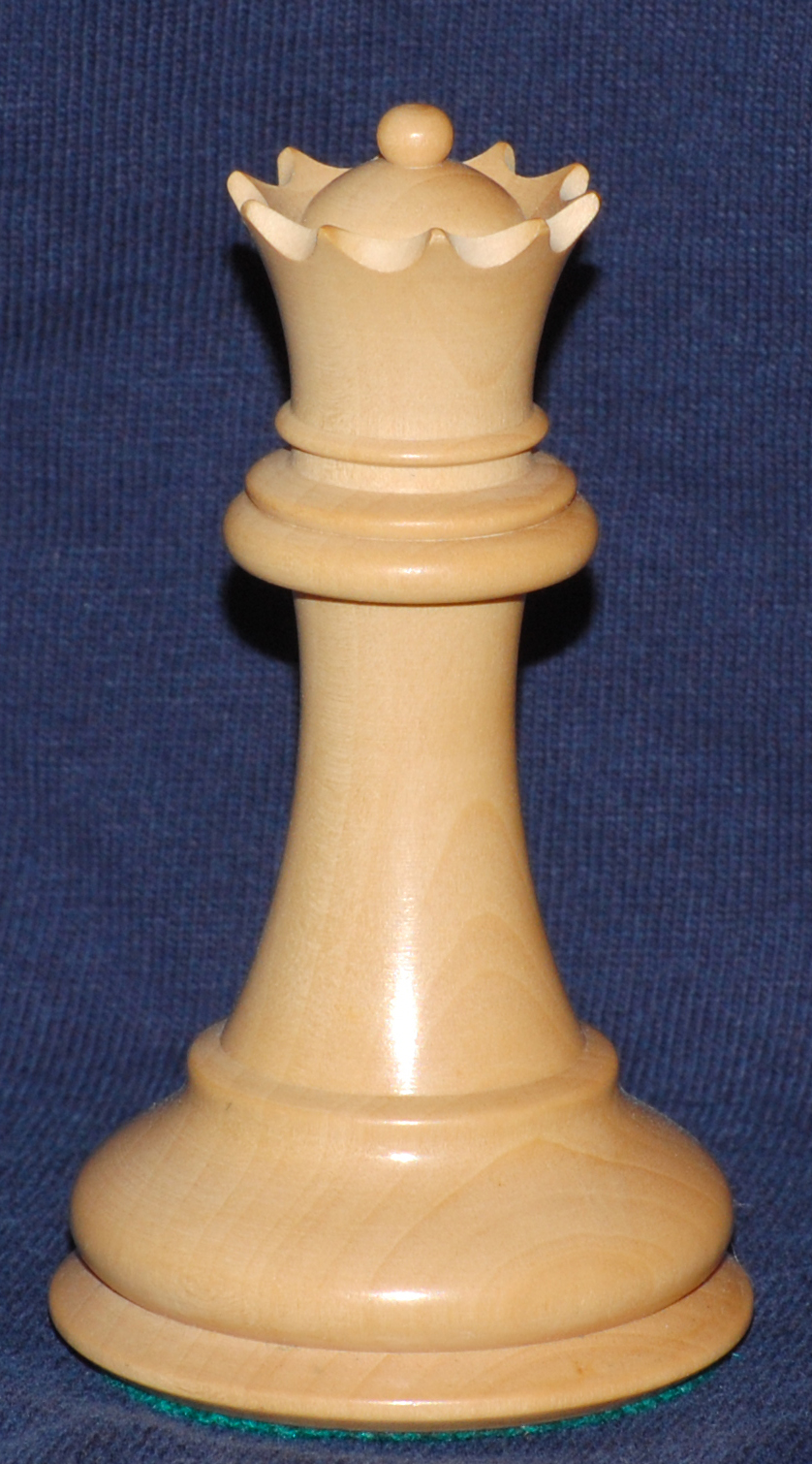
Une dame du jeu de pièces Staunton.

La dame, ou reine, (♕, ♛), est une pièce du jeu d'échecs se déplaçant dans toutes les directions. Comme dans d’autres jeux, les cartes en particulier, l’appellation « dame » est préférée à « reine » car l’abréviation « R » est déjà prise par le roi.

## Position initiale et déplacement
|   | a | b | c | d | e | f | g | h |   |
| 8 | cercle blanc sur case noire d8 · cercle blanc sur case noire h8 · cercle blanc sur case noire a7 · cercle blanc sur case blanche d7 · cercle blanc sur case noire g7 · cercle blanc sur case noire b6 · cercle blanc sur case noire d6 · cercle blanc sur case noire f6 · cercle blanc sur case noire c5 · cercle blanc sur case blanche d5 · cercle blanc sur case noire e5 · cercle blanc sur case blanche a4 · cercle blanc sur case noire b4 · cercle blanc sur case blanche c4 · Dame blanche sur case noire d4 · cercle blanc sur case blanche e4 · cercle blanc sur case noire f4 · cercle blanc sur case blanche g4 · cercle blanc sur case noire h4 · cercle blanc sur case noire c3 · cercle blanc sur case blanche d3 · cercle blanc sur case noire e3 · cercle blanc sur case noire b2 · cercle blanc sur case noire d2 · cercle blanc sur case noire f2 · cercle blanc sur case noire a1 · cercle blanc sur case blanche d1 · cercle blanc sur case noire g1 | cercle blanc sur case noire d8 · cercle blanc sur case noire h8 · cercle blanc sur case noire a7 · cercle blanc sur case blanche d7 · cercle blanc sur case noire g7 · cercle blanc sur case noire b6 · cercle blanc sur case noire d6 · cercle blanc sur case noire f6 · cercle blanc sur case noire c5 · cercle blanc sur case blanche d5 · cercle blanc sur case noire e5 · cercle blanc sur case blanche a4 · cercle blanc sur case noire b4 · cercle blanc sur case blanche c4 · Dame blanche sur case noire d4 · cercle blanc sur case blanche e4 · cercle blanc sur case noire f4 · cercle blanc sur case blanche g4 · cercle blanc sur case noire h4 · cercle blanc sur case noire c3 · cercle blanc sur case blanche d3 · cercle blanc sur case noire e3 · cercle blanc sur case noire b2 · cercle blanc sur case noire d2 · cercle blanc sur case noire f2 · cercle blanc sur case noire a1 · cercle blanc sur case blanche d1 · cercle blanc sur case noire g1 | cercle blanc sur case noire d8 · cercle blanc sur case noire h8 · cercle blanc sur case noire a7 · cercle blanc sur case blanche d7 · cercle blanc sur case noire g7 · cercle blanc sur case noire b6 · cercle blanc sur case noire d6 · cercle blanc sur case noire f6 · cercle blanc sur case noire c5 · cercle blanc sur case blanche d5 · cercle blanc sur case noire e5 · cercle blanc sur case blanche a4 · cercle blanc sur case noire b4 · cercle blanc sur case blanche c4 · Dame blanche sur case noire d4 · cercle blanc sur case blanche e4 · cercle blanc sur case noire f4 · cercle blanc sur case blanche g4 · cercle blanc sur case noire h4 · cercle blanc sur case noire c3 · cercle blanc sur case blanche d3 · cercle blanc sur case noire e3 · cercle blanc sur case noire b2 · cercle blanc sur case noire d2 · cercle blanc sur case noire f2 · cercle blanc sur case noire a1 · cercle blanc sur case blanche d1 · cercle blanc sur case noire g1 | cercle blanc sur case noire d8 · cercle blanc sur case noire h8 · cercle blanc sur case noire a7 · cercle blanc sur case blanche d7 · cercle blanc sur case noire g7 · cercle blanc sur case noire b6 · cercle blanc sur case noire d6 · cercle blanc sur case noire f6 · cercle blanc sur case noire c5 · cercle blanc sur case blanche d5 · cercle blanc sur case noire e5 · cercle blanc sur case blanche a4 · cercle blanc sur case noire b4 · cercle blanc sur case blanche c4 · Dame blanche sur case noire d4 · cercle blanc sur case blanche e4 · cercle blanc sur case noire f4 · cercle blanc sur case blanche g4 · cercle blanc sur case noire h4 · cercle blanc sur case noire c3 · cercle blanc sur case blanche d3 · cercle blanc sur case noire e3 · cercle blanc sur case noire b2 · cercle blanc sur case noire d2 · cercle blanc sur case noire f2 · cercle blanc sur case noire a1 · cercle blanc sur case blanche d1 · cercle blanc sur case noire g1 | cercle blanc sur case noire d8 · cercle blanc sur case noire h8 · cercle blanc sur case noire a7 · cercle blanc sur case blanche d7 · cercle blanc sur case noire g7 · cercle blanc sur case noire b6 · cercle blanc sur case noire d6 · cercle blanc sur case noire f6 · cercle blanc sur case noire c5 · cercle blanc sur case blanche d5 · cercle blanc sur case noire e5 · cercle blanc sur case blanche a4 · cercle blanc sur case noire b4 · cercle blanc sur case blanche c4 · Dame blanche sur case noire d4 · cercle blanc sur case blanche e4 · cercle blanc sur case noire f4 · cercle blanc sur case blanche g4 · cercle blanc sur case noire h4 · cercle blanc sur case noire c3 · cercle blanc sur case blanche d3 · cercle blanc sur case noire e3 · cercle blanc sur case noire b2 · cercle blanc sur case noire d2 · cercle blanc sur case noire f2 · cercle blanc sur case noire a1 · cercle blanc sur case blanche d1 · cercle blanc sur case noire g1 | cercle blanc sur case noire d8 · cercle blanc sur case noire h8 · cercle blanc sur case noire a7 · cercle blanc sur case blanche d7 · cercle blanc sur case noire g7 · cercle blanc sur case noire b6 · cercle blanc sur case noire d6 · cercle blanc sur case noire f6 · cercle blanc sur case noire c5 · cercle blanc sur case blanche d5 · cercle blanc sur case noire e5 · cercle blanc sur case blanche a4 · cercle blanc sur case noire b4 · cercle blanc sur case blanche c4 · Dame blanche sur case noire d4 · cercle blanc sur case blanche e4 · cercle blanc sur case noire f4 · cercle blanc sur case blanche g4 · cercle blanc sur case noire h4 · cercle blanc sur case noire c3 · cercle blanc sur case blanche d3 · cercle blanc sur case noire e3 · cercle blanc sur case noire b2 · cercle blanc sur case noire d2 · cercle blanc sur case noire f2 · cercle blanc sur case noire a1 · cercle blanc sur case blanche d1 · cercle blanc sur case noire g1 | cercle blanc sur case noire d8 · cercle blanc sur case noire h8 · cercle blanc sur case noire a7 · cercle blanc sur case blanche d7 · cercle blanc sur case noire g7 · cercle blanc sur case noire b6 · cercle blanc sur case noire d6 · cercle blanc sur case noire f6 · cercle blanc sur case noire c5 · cercle blanc sur case blanche d5 · cercle blanc sur case noire e5 · cercle blanc sur case blanche a4 · cercle blanc sur case noire b4 · cercle blanc sur case blanche c4 · Dame blanche sur case noire d4 · cercle blanc sur case blanche e4 · cercle blanc sur case noire f4 · cercle blanc sur case blanche g4 · cercle blanc sur case noire h4 · cercle blanc sur case noire c3 · cercle blanc sur case blanche d3 · cercle blanc sur case noire e3 · cercle blanc sur case noire b2 · cercle blanc sur case noire d2 · cercle blanc sur case noire f2 · cercle blanc sur case noire a1 · cercle blanc sur case blanche d1 · cercle blanc sur case noire g1 | cercle blanc sur case noire d8 · cercle blanc sur case noire h8 · cercle blanc sur case noire a7 · cercle blanc sur case blanche d7 · cercle blanc sur case noire g7 · cercle blanc sur case noire b6 · cercle blanc sur case noire d6 · cercle blanc sur case noire f6 · cercle blanc sur case noire c5 · cercle blanc sur case blanche d5 · cercle blanc sur case noire e5 · cercle blanc sur case blanche a4 · cercle blanc sur case noire b4 · cercle blanc sur case blanche c4 · Dame blanche sur case noire d4 · cercle blanc sur case blanche e4 · cercle blanc sur case noire f4 · cercle blanc sur case blanche g4 · cercle blanc sur case noire h4 · cercle blanc sur case noire c3 · cercle blanc sur case blanche d3 · cercle blanc sur case noire e3 · cercle blanc sur case noire b2 · cercle blanc sur case noire d2 · cercle blanc sur case noire f2 · cercle blanc sur case noire a1 · cercle blanc sur case blanche d1 · cercle blanc sur case noire g1 | 8 |
| 7 | cercle blanc sur case noire d8 · cercle blanc sur case noire h8 · cercle blanc sur case noire a7 · cercle blanc sur case blanche d7 · cercle blanc sur case noire g7 · cercle blanc sur case noire b6 · cercle blanc sur case noire d6 · cercle blanc sur case noire f6 · cercle blanc sur case noire c5 · cercle blanc sur case blanche d5 · cercle blanc sur case noire e5 · cercle blanc sur case blanche a4 · cercle blanc sur case noire b4 · cercle blanc sur case blanche c4 · Dame blanche sur case noire d4 · cercle blanc sur case blanche e4 · cercle blanc sur case noire f4 · cercle blanc sur case blanche g4 · cercle blanc sur case noire h4 · cercle blanc sur case noire c3 · cercle blanc sur case blanche d3 · cercle blanc sur case noire e3 · cercle blanc sur case noire b2 · cercle blanc sur case noire d2 · cercle blanc sur case noire f2 · cercle blanc sur case noire a1 · cercle blanc sur case blanche d1 · cercle blanc sur case noire g1 | cercle blanc sur case noire d8 · cercle blanc sur case noire h8 · cercle blanc sur case noire a7 · cercle blanc sur case blanche d7 · cercle blanc sur case noire g7 · cercle blanc sur case noire b6 · cercle blanc sur case noire d6 · cercle blanc sur case noire f6 · cercle blanc sur case noire c5 · cercle blanc sur case blanche d5 · cercle blanc sur case noire e5 · cercle blanc sur case blanche a4 · cercle blanc sur case noire b4 · cercle blanc sur case blanche c4 · Dame blanche sur case noire d4 · cercle blanc sur case blanche e4 · cercle blanc sur case noire f4 · cercle blanc sur case blanche g4 · cercle blanc sur case noire h4 · cercle blanc sur case noire c3 · cercle blanc sur case blanche d3 · cercle blanc sur case noire e3 · cercle blanc sur case noire b2 · cercle blanc sur case noire d2 · cercle blanc sur case noire f2 · cercle blanc sur case noire a1 · cercle blanc sur case blanche d1 · cercle blanc sur case noire g1 | cercle blanc sur case noire d8 · cercle blanc sur case noire h8 · cercle blanc sur case noire a7 · cercle blanc sur case blanche d7 · cercle blanc sur case noire g7 · cercle blanc sur case noire b6 · cercle blanc sur case noire d6 · cercle blanc sur case noire f6 · cercle blanc sur case noire c5 · cercle blanc sur case blanche d5 · cercle blanc sur case noire e5 · cercle blanc sur case blanche a4 · cercle blanc sur case noire b4 · cercle blanc sur case blanche c4 · Dame blanche sur case noire d4 · cercle blanc sur case blanche e4 · cercle blanc sur case noire f4 · cercle blanc sur case blanche g4 · cercle blanc sur case noire h4 · cercle blanc sur case noire c3 · cercle blanc sur case blanche d3 · cercle blanc sur case noire e3 · cercle blanc sur case noire b2 · cercle blanc sur case noire d2 · cercle blanc sur case noire f2 · cercle blanc sur case noire a1 · cercle blanc sur case blanche d1 · cercle blanc sur case noire g1 | cercle blanc sur case noire d8 · cercle blanc sur case noire h8 · cercle blanc sur case noire a7 · cercle blanc sur case blanche d7 · cercle blanc sur case noire g7 · cercle blanc sur case noire b6 · cercle blanc sur case noire d6 · cercle blanc sur case noire f6 · cercle blanc sur case noire c5 · cercle blanc sur case blanche d5 · cercle blanc sur case noire e5 · cercle blanc sur case blanche a4 · cercle blanc sur case noire b4 · cercle blanc sur case blanche c4 · Dame blanche sur case noire d4 · cercle blanc sur case blanche e4 · cercle blanc sur case noire f4 · cercle blanc sur case blanche g4 · cercle blanc sur case noire h4 · cercle blanc sur case noire c3 · cercle blanc sur case blanche d3 · cercle blanc sur case noire e3 · cercle blanc sur case noire b2 · cercle blanc sur case noire d2 · cercle blanc sur case noire f2 · cercle blanc sur case noire a1 · cercle blanc sur case blanche d1 · cercle blanc sur case noire g1 | cercle blanc sur case noire d8 · cercle blanc sur case noire h8 · cercle blanc sur case noire a7 · cercle blanc sur case blanche d7 · cercle blanc sur case noire g7 · cercle blanc sur case noire b6 · cercle blanc sur case noire d6 · cercle blanc sur case noire f6 · cercle blanc sur case noire c5 · cercle blanc sur case blanche d5 · cercle blanc sur case noire e5 · cercle blanc sur case blanche a4 · cercle blanc sur case noire b4 · cercle blanc sur case blanche c4 · Dame blanche sur case noire d4 · cercle blanc sur case blanche e4 · cercle blanc sur case noire f4 · cercle blanc sur case blanche g4 · cercle blanc sur case noire h4 · cercle blanc sur case noire c3 · cercle blanc sur case blanche d3 · cercle blanc sur case noire e3 · cercle blanc sur case noire b2 · cercle blanc sur case noire d2 · cercle blanc sur case noire f2 · cercle blanc sur case noire a1 · cercle blanc sur case blanche d1 · cercle blanc sur case noire g1 | cercle blanc sur case noire d8 · cercle blanc sur case noire h8 · cercle blanc sur case noire a7 · cercle blanc sur case blanche d7 · cercle blanc sur case noire g7 · cercle blanc sur case noire b6 · cercle blanc sur case noire d6 · cercle blanc sur case noire f6 · cercle blanc sur case noire c5 · cercle blanc sur case blanche d5 · cercle blanc sur case noire e5 · cercle blanc sur case blanche a4 · cercle blanc sur case noire b4 · cercle blanc sur case blanche c4 · Dame blanche sur case noire d4 · cercle blanc sur case blanche e4 · cercle blanc sur case noire f4 · cercle blanc sur case blanche g4 · cercle blanc sur case noire h4 · cercle blanc sur case noire c3 · cercle blanc sur case blanche d3 · cercle blanc sur case noire e3 · cercle blanc sur case noire b2 · cercle blanc sur case noire d2 · cercle blanc sur case noire f2 · cercle blanc sur case noire a1 · cercle blanc sur case blanche d1 · cercle blanc sur case noire g1 | cercle blanc sur case noire d8 · cercle blanc sur case noire h8 · cercle blanc sur case noire a7 · cercle blanc sur case blanche d7 · cercle blanc sur case noire g7 · cercle blanc sur case noire b6 · cercle blanc sur case noire d6 · cercle blanc sur case noire f6 · cercle blanc sur case noire c5 · cercle blanc sur case blanche d5 · cercle blanc sur case noire e5 · cercle blanc sur case blanche a4 · cercle blanc sur case noire b4 · cercle blanc sur case blanche c4 · Dame blanche sur case noire d4 · cercle blanc sur case blanche e4 · cercle blanc sur case noire f4 · cercle blanc sur case blanche g4 · cercle blanc sur case noire h4 · cercle blanc sur case noire c3 · cercle blanc sur case blanche d3 · cercle blanc sur case noire e3 · cercle blanc sur case noire b2 · cercle blanc sur case noire d2 · cercle blanc sur case noire f2 · cercle blanc sur case noire a1 · cercle blanc sur case blanche d1 · cercle blanc sur case noire g1 | cercle blanc sur case noire d8 · cercle blanc sur case noire h8 · cercle blanc sur case noire a7 · cercle blanc sur case blanche d7 · cercle blanc sur case noire g7 · cercle blanc sur case noire b6 · cercle blanc sur case noire d6 · cercle blanc sur case noire f6 · cercle blanc sur case noire c5 · cercle blanc sur case blanche d5 · cercle blanc sur case noire e5 · cercle blanc sur case blanche a4 · cercle blanc sur case noire b4 · cercle blanc sur case blanche c4 · Dame blanche sur case noire d4 · cercle blanc sur case blanche e4 · cercle blanc sur case noire f4 · cercle blanc sur case blanche g4 · cercle blanc sur case noire h4 · cercle blanc sur case noire c3 · cercle blanc sur case blanche d3 · cercle blanc sur case noire e3 · cercle blanc sur case noire b2 · cercle blanc sur case noire d2 · cercle blanc sur case noire f2 · cercle blanc sur case noire a1 · cercle blanc sur case blanche d1 · cercle blanc sur case noire g1 | 7 |
| 6 | cercle blanc sur case noire d8 · cercle blanc sur case noire h8 · cercle blanc sur case noire a7 · cercle blanc sur case blanche d7 · cercle blanc sur case noire g7 · cercle blanc sur case noire b6 · cercle blanc sur case noire d6 · cercle blanc sur case noire f6 · cercle blanc sur case noire c5 · cercle blanc sur case blanche d5 · cercle blanc sur case noire e5 · cercle blanc sur case blanche a4 · cercle blanc sur case noire b4 · cercle blanc sur case blanche c4 · Dame blanche sur case noire d4 · cercle blanc sur case blanche e4 · cercle blanc sur case noire f4 · cercle blanc sur case blanche g4 · cercle blanc sur case noire h4 · cercle blanc sur case noire c3 · cercle blanc sur case blanche d3 · cercle blanc sur case noire e3 · cercle blanc sur case noire b2 · cercle blanc sur case noire d2 · cercle blanc sur case noire f2 · cercle blanc sur case noire a1 · cercle blanc sur case blanche d1 · cercle blanc sur case noire g1 | cercle blanc sur case noire d8 · cercle blanc sur case noire h8 · cercle blanc sur case noire a7 · cercle blanc sur case blanche d7 · cercle blanc sur case noire g7 · cercle blanc sur case noire b6 · cercle blanc sur case noire d6 · cercle blanc sur case noire f6 · cercle blanc sur case noire c5 · cercle blanc sur case blanche d5 · cercle blanc sur case noire e5 · cercle blanc sur case blanche a4 · cercle blanc sur case noire b4 · cercle blanc sur case blanche c4 · Dame blanche sur case noire d4 · cercle blanc sur case blanche e4 · cercle blanc sur case noire f4 · cercle blanc sur case blanche g4 · cercle blanc sur case noire h4 · cercle blanc sur case noire c3 · cercle blanc sur case blanche d3 · cercle blanc sur case noire e3 · cercle blanc sur case noire b2 · cercle blanc sur case noire d2 · cercle blanc sur case noire f2 · cercle blanc sur case noire a1 · cercle blanc sur case blanche d1 · cercle blanc sur case noire g1 | cercle blanc sur case noire d8 · cercle blanc sur case noire h8 · cercle blanc sur case noire a7 · cercle blanc sur case blanche d7 · cercle blanc sur case noire g7 · cercle blanc sur case noire b6 · cercle blanc sur case noire d6 · cercle blanc sur case noire f6 · cercle blanc sur case noire c5 · cercle blanc sur case blanche d5 · cercle blanc sur case noire e5 · cercle blanc sur case blanche a4 · cercle blanc sur case noire b4 · cercle blanc sur case blanche c4 · Dame blanche sur case noire d4 · cercle blanc sur case blanche e4 · cercle blanc sur case noire f4 · cercle blanc sur case blanche g4 · cercle blanc sur case noire h4 · cercle blanc sur case noire c3 · cercle blanc sur case blanche d3 · cercle blanc sur case noire e3 · cercle blanc sur case noire b2 · cercle blanc sur case noire d2 · cercle blanc sur case noire f2 · cercle blanc sur case noire a1 · cercle blanc sur case blanche d1 · cercle blanc sur case noire g1 | cercle blanc sur case noire d8 · cercle blanc sur case noire h8 · cercle blanc sur case noire a7 · cercle blanc sur case blanche d7 · cercle blanc sur case noire g7 · cercle blanc sur case noire b6 · cercle blanc sur case noire d6 · cercle blanc sur case noire f6 · cercle blanc sur case noire c5 · cercle blanc sur case blanche d5 · cercle blanc sur case noire e5 · cercle blanc sur case blanche a4 · cercle blanc sur case noire b4 · cercle blanc sur case blanche c4 · Dame blanche sur case noire d4 · cercle blanc sur case blanche e4 · cercle blanc sur case noire f4 · cercle blanc sur case blanche g4 · cercle blanc sur case noire h4 · cercle blanc sur case noire c3 · cercle blanc sur case blanche d3 · cercle blanc sur case noire e3 · cercle blanc sur case noire b2 · cercle blanc sur case noire d2 · cercle blanc sur case noire f2 · cercle blanc sur case noire a1 · cercle blanc sur case blanche d1 · cercle blanc sur case noire g1 | cercle blanc sur case noire d8 · cercle blanc sur case noire h8 · cercle blanc sur case noire a7 · cercle blanc sur case blanche d7 · cercle blanc sur case noire g7 · cercle blanc sur case noire b6 · cercle blanc sur case noire d6 · cercle blanc sur case noire f6 · cercle blanc sur case noire c5 · cercle blanc sur case blanche d5 · cercle blanc sur case noire e5 · cercle blanc sur case blanche a4 · cercle blanc sur case noire b4 · cercle blanc sur case blanche c4 · Dame blanche sur case noire d4 · cercle blanc sur case blanche e4 · cercle blanc sur case noire f4 · cercle blanc sur case blanche g4 · cercle blanc sur case noire h4 · cercle blanc sur case noire c3 · cercle blanc sur case blanche d3 · cercle blanc sur case noire e3 · cercle blanc sur case noire b2 · cercle blanc sur case noire d2 · cercle blanc sur case noire f2 · cercle blanc sur case noire a1 · cercle blanc sur case blanche d1 · cercle blanc sur case noire g1 | cercle blanc sur case noire d8 · cercle blanc sur case noire h8 · cercle blanc sur case noire a7 · cercle blanc sur case blanche d7 · cercle blanc sur case noire g7 · cercle blanc sur case noire b6 · cercle blanc sur case noire d6 · cercle blanc sur case noire f6 · cercle blanc sur case noire c5 · cercle blanc sur case blanche d5 · cercle blanc sur case noire e5 · cercle blanc sur case blanche a4 · cercle blanc sur case noire b4 · cercle blanc sur case blanche c4 · Dame blanche sur case noire d4 · cercle blanc sur case blanche e4 · cercle blanc sur case noire f4 · cercle blanc sur case blanche g4 · cercle blanc sur case noire h4 · cercle blanc sur case noire c3 · cercle blanc sur case blanche d3 · cercle blanc sur case noire e3 · cercle blanc sur case noire b2 · cercle blanc sur case noire d2 · cercle blanc sur case noire f2 · cercle blanc sur case noire a1 · cercle blanc sur case blanche d1 · cercle blanc sur case noire g1 | cercle blanc sur case noire d8 · cercle blanc sur case noire h8 · cercle blanc sur case noire a7 · cercle blanc sur case blanche d7 · cercle blanc sur case noire g7 · cercle blanc sur case noire b6 · cercle blanc sur case noire d6 · cercle blanc sur case noire f6 · cercle blanc sur case noire c5 · cercle blanc sur case blanche d5 · cercle blanc sur case noire e5 · cercle blanc sur case blanche a4 · cercle blanc sur case noire b4 · cercle blanc sur case blanche c4 · Dame blanche sur case noire d4 · cercle blanc sur case blanche e4 · cercle blanc sur case noire f4 · cercle blanc sur case blanche g4 · cercle blanc sur case noire h4 · cercle blanc sur case noire c3 · cercle blanc sur case blanche d3 · cercle blanc sur case noire e3 · cercle blanc sur case noire b2 · cercle blanc sur case noire d2 · cercle blanc sur case noire f2 · cercle blanc sur case noire a1 · cercle blanc sur case blanche d1 · cercle blanc sur case noire g1 | cercle blanc sur case noire d8 · cercle blanc sur case noire h8 · cercle blanc sur case noire a7 · cercle blanc sur case blanche d7 · cercle blanc sur case noire g7 · cercle blanc sur case noire b6 · cercle blanc sur case noire d6 · cercle blanc sur case noire f6 · cercle blanc sur case noire c5 · cercle blanc sur case blanche d5 · cercle blanc sur case noire e5 · cercle blanc sur case blanche a4 · cercle blanc sur case noire b4 · cercle blanc sur case blanche c4 · Dame blanche sur case noire d4 · cercle blanc sur case blanche e4 · cercle blanc sur case noire f4 · cercle blanc sur case blanche g4 · cercle blanc sur case noire h4 · cercle blanc sur case noire c3 · cercle blanc sur case blanche d3 · cercle blanc sur case noire e3 · cercle blanc sur case noire b2 · cercle blanc sur case noire d2 · cercle blanc sur case noire f2 · cercle blanc sur case noire a1 · cercle blanc sur case blanche d1 · cercle blanc sur case noire g1 | 6 |
| 5 | cercle blanc sur case noire d8 · cercle blanc sur case noire h8 · cercle blanc sur case noire a7 · cercle blanc sur case blanche d7 · cercle blanc sur case noire g7 · cercle blanc sur case noire b6 · cercle blanc sur case noire d6 · cercle blanc sur case noire f6 · cercle blanc sur case noire c5 · cercle blanc sur case blanche d5 · cercle blanc sur case noire e5 · cercle blanc sur case blanche a4 · cercle blanc sur case noire b4 · cercle blanc sur case blanche c4 · Dame blanche sur case noire d4 · cercle blanc sur case blanche e4 · cercle blanc sur case noire f4 · cercle blanc sur case blanche g4 · cercle blanc sur case noire h4 · cercle blanc sur case noire c3 · cercle blanc sur case blanche d3 · cercle blanc sur case noire e3 · cercle blanc sur case noire b2 · cercle blanc sur case noire d2 · cercle blanc sur case noire f2 · cercle blanc sur case noire a1 · cercle blanc sur case blanche d1 · cercle blanc sur case noire g1 | cercle blanc sur case noire d8 · cercle blanc sur case noire h8 · cercle blanc sur case noire a7 · cercle blanc sur case blanche d7 · cercle blanc sur case noire g7 · cercle blanc sur case noire b6 · cercle blanc sur case noire d6 · cercle blanc sur case noire f6 · cercle blanc sur case noire c5 · cercle blanc sur case blanche d5 · cercle blanc sur case noire e5 · cercle blanc sur case blanche a4 · cercle blanc sur case noire b4 · cercle blanc sur case blanche c4 · Dame blanche sur case noire d4 · cercle blanc sur case blanche e4 · cercle blanc sur case noire f4 · cercle blanc sur case blanche g4 · cercle blanc sur case noire h4 · cercle blanc sur case noire c3 · cercle blanc sur case blanche d3 · cercle blanc sur case noire e3 · cercle blanc sur case noire b2 · cercle blanc sur case noire d2 · cercle blanc sur case noire f2 · cercle blanc sur case noire a1 · cercle blanc sur case blanche d1 · cercle blanc sur case noire g1 | cercle blanc sur case noire d8 · cercle blanc sur case noire h8 · cercle blanc sur case noire a7 · cercle blanc sur case blanche d7 · cercle blanc sur case noire g7 · cercle blanc sur case noire b6 · cercle blanc sur case noire d6 · cercle blanc sur case noire f6 · cercle blanc sur case noire c5 · cercle blanc sur case blanche d5 · cercle blanc sur case noire e5 · cercle blanc sur case blanche a4 · cercle blanc sur case noire b4 · cercle blanc sur case blanche c4 · Dame blanche sur case noire d4 · cercle blanc sur case blanche e4 · cercle blanc sur case noire f4 · cercle blanc sur case blanche g4 · cercle blanc sur case noire h4 · cercle blanc sur case noire c3 · cercle blanc sur case blanche d3 · cercle blanc sur case noire e3 · cercle blanc sur case noire b2 · cercle blanc sur case noire d2 · cercle blanc sur case noire f2 · cercle blanc sur case noire a1 · cercle blanc sur case blanche d1 · cercle blanc sur case noire g1 | cercle blanc sur case noire d8 · cercle blanc sur case noire h8 · cercle blanc sur case noire a7 · cercle blanc sur case blanche d7 · cercle blanc sur case noire g7 · cercle blanc sur case noire b6 · cercle blanc sur case noire d6 · cercle blanc sur case noire f6 · cercle blanc sur case noire c5 · cercle blanc sur case blanche d5 · cercle blanc sur case noire e5 · cercle blanc sur case blanche a4 · cercle blanc sur case noire b4 · cercle blanc sur case blanche c4 · Dame blanche sur case noire d4 · cercle blanc sur case blanche e4 · cercle blanc sur case noire f4 · cercle blanc sur case blanche g4 · cercle blanc sur case noire h4 · cercle blanc sur case noire c3 · cercle blanc sur case blanche d3 · cercle blanc sur case noire e3 · cercle blanc sur case noire b2 · cercle blanc sur case noire d2 · cercle blanc sur case noire f2 · cercle blanc sur case noire a1 · cercle blanc sur case blanche d1 · cercle blanc sur case noire g1 | cercle blanc sur case noire d8 · cercle blanc sur case noire h8 · cercle blanc sur case noire a7 · cercle blanc sur case blanche d7 · cercle blanc sur case noire g7 · cercle blanc sur case noire b6 · cercle blanc sur case noire d6 · cercle blanc sur case noire f6 · cercle blanc sur case noire c5 · cercle blanc sur case blanche d5 · cercle blanc sur case noire e5 · cercle blanc sur case blanche a4 · cercle blanc sur case noire b4 · cercle blanc sur case blanche c4 · Dame blanche sur case noire d4 · cercle blanc sur case blanche e4 · cercle blanc sur case noire f4 · cercle blanc sur case blanche g4 · cercle blanc sur case noire h4 · cercle blanc sur case noire c3 · cercle blanc sur case blanche d3 · cercle blanc sur case noire e3 · cercle blanc sur case noire b2 · cercle blanc sur case noire d2 · cercle blanc sur case noire f2 · cercle blanc sur case noire a1 · cercle blanc sur case blanche d1 · cercle blanc sur case noire g1 | cercle blanc sur case noire d8 · cercle blanc sur case noire h8 · cercle blanc sur case noire a7 · cercle blanc sur case blanche d7 · cercle blanc sur case noire g7 · cercle blanc sur case noire b6 · cercle blanc sur case noire d6 · cercle blanc sur case noire f6 · cercle blanc sur case noire c5 · cercle blanc sur case blanche d5 · cercle blanc sur case noire e5 · cercle blanc sur case blanche a4 · cercle blanc sur case noire b4 · cercle blanc sur case blanche c4 · Dame blanche sur case noire d4 · cercle blanc sur case blanche e4 · cercle blanc sur case noire f4 · cercle blanc sur case blanche g4 · cercle blanc sur case noire h4 · cercle blanc sur case noire c3 · cercle blanc sur case blanche d3 · cercle blanc sur case noire e3 · cercle blanc sur case noire b2 · cercle blanc sur case noire d2 · cercle blanc sur case noire f2 · cercle blanc sur case noire a1 · cercle blanc sur case blanche d1 · cercle blanc sur case noire g1 | cercle blanc sur case noire d8 · cercle blanc sur case noire h8 · cercle blanc sur case noire a7 · cercle blanc sur case blanche d7 · cercle blanc sur case noire g7 · cercle blanc sur case noire b6 · cercle blanc sur case noire d6 · cercle blanc sur case noire f6 · cercle blanc sur case noire c5 · cercle blanc sur case blanche d5 · cercle blanc sur case noire e5 · cercle blanc sur case blanche a4 · cercle blanc sur case noire b4 · cercle blanc sur case blanche c4 · Dame blanche sur case noire d4 · cercle blanc sur case blanche e4 · cercle blanc sur case noire f4 · cercle blanc sur case blanche g4 · cercle blanc sur case noire h4 · cercle blanc sur case noire c3 · cercle blanc sur case blanche d3 · cercle blanc sur case noire e3 · cercle blanc sur case noire b2 · cercle blanc sur case noire d2 · cercle blanc sur case noire f2 · cercle blanc sur case noire a1 · cercle blanc sur case blanche d1 · cercle blanc sur case noire g1 | cercle blanc sur case noire d8 · cercle blanc sur case noire h8 · cercle blanc sur case noire a7 · cercle blanc sur case blanche d7 · cercle blanc sur case noire g7 · cercle blanc sur case noire b6 · cercle blanc sur case noire d6 · cercle blanc sur case noire f6 · cercle blanc sur case noire c5 · cercle blanc sur case blanche d5 · cercle blanc sur case noire e5 · cercle blanc sur case blanche a4 · cercle blanc sur case noire b4 · cercle blanc sur case blanche c4 · Dame blanche sur case noire d4 · cercle blanc sur case blanche e4 · cercle blanc sur case noire f4 · cercle blanc sur case blanche g4 · cercle blanc sur case noire h4 · cercle blanc sur case noire c3 · cercle blanc sur case blanche d3 · cercle blanc sur case noire e3 · cercle blanc sur case noire b2 · cercle blanc sur case noire d2 · cercle blanc sur case noire f2 · cercle blanc sur case noire a1 · cercle blanc sur case blanche d1 · cercle blanc sur case noire g1 | 5 |
| 4 | cercle blanc sur case noire d8 · cercle blanc sur case noire h8 · cercle blanc sur case noire a7 · cercle blanc sur case blanche d7 · cercle blanc sur case noire g7 · cercle blanc sur case noire b6 · cercle blanc sur case noire d6 · cercle blanc sur case noire f6 · cercle blanc sur case noire c5 · cercle blanc sur case blanche d5 · cercle blanc sur case noire e5 · cercle blanc sur case blanche a4 · cercle blanc sur case noire b4 · cercle blanc sur case blanche c4 · Dame blanche sur case noire d4 · cercle blanc sur case blanche e4 · cercle blanc sur case noire f4 · cercle blanc sur case blanche g4 · cercle blanc sur case noire h4 · cercle blanc sur case noire c3 · cercle blanc sur case blanche d3 · cercle blanc sur case noire e3 · cercle blanc sur case noire b2 · cercle blanc sur case noire d2 · cercle blanc sur case noire f2 · cercle blanc sur case noire a1 · cercle blanc sur case blanche d1 · cercle blanc sur case noire g1 | cercle blanc sur case noire d8 · cercle blanc sur case noire h8 · cercle blanc sur case noire a7 · cercle blanc sur case blanche d7 · cercle blanc sur case noire g7 · cercle blanc sur case noire b6 · cercle blanc sur case noire d6 · cercle blanc sur case noire f6 · cercle blanc sur case noire c5 · cercle blanc sur case blanche d5 · cercle blanc sur case noire e5 · cercle blanc sur case blanche a4 · cercle blanc sur case noire b4 · cercle blanc sur case blanche c4 · Dame blanche sur case noire d4 · cercle blanc sur case blanche e4 · cercle blanc sur case noire f4 · cercle blanc sur case blanche g4 · cercle blanc sur case noire h4 · cercle blanc sur case noire c3 · cercle blanc sur case blanche d3 · cercle blanc sur case noire e3 · cercle blanc sur case noire b2 · cercle blanc sur case noire d2 · cercle blanc sur case noire f2 · cercle blanc sur case noire a1 · cercle blanc sur case blanche d1 · cercle blanc sur case noire g1 | cercle blanc sur case noire d8 · cercle blanc sur case noire h8 · cercle blanc sur case noire a7 · cercle blanc sur case blanche d7 · cercle blanc sur case noire g7 · cercle blanc sur case noire b6 · cercle blanc sur case noire d6 · cercle blanc sur case noire f6 · cercle blanc sur case noire c5 · cercle blanc sur case blanche d5 · cercle blanc sur case noire e5 · cercle blanc sur case blanche a4 · cercle blanc sur case noire b4 · cercle blanc sur case blanche c4 · Dame blanche sur case noire d4 · cercle blanc sur case blanche e4 · cercle blanc sur case noire f4 · cercle blanc sur case blanche g4 · cercle blanc sur case noire h4 · cercle blanc sur case noire c3 · cercle blanc sur case blanche d3 · cercle blanc sur case noire e3 · cercle blanc sur case noire b2 · cercle blanc sur case noire d2 · cercle blanc sur case noire f2 · cercle blanc sur case noire a1 · cercle blanc sur case blanche d1 · cercle blanc sur case noire g1 | cercle blanc sur case noire d8 · cercle blanc sur case noire h8 · cercle blanc sur case noire a7 · cercle blanc sur case blanche d7 · cercle blanc sur case noire g7 · cercle blanc sur case noire b6 · cercle blanc sur case noire d6 · cercle blanc sur case noire f6 · cercle blanc sur case noire c5 · cercle blanc sur case blanche d5 · cercle blanc sur case noire e5 · cercle blanc sur case blanche a4 · cercle blanc sur case noire b4 · cercle blanc sur case blanche c4 · Dame blanche sur case noire d4 · cercle blanc sur case blanche e4 · cercle blanc sur case noire f4 · cercle blanc sur case blanche g4 · cercle blanc sur case noire h4 · cercle blanc sur case noire c3 · cercle blanc sur case blanche d3 · cercle blanc sur case noire e3 · cercle blanc sur case noire b2 · cercle blanc sur case noire d2 · cercle blanc sur case noire f2 · cercle blanc sur case noire a1 · cercle blanc sur case blanche d1 · cercle blanc sur case noire g1 | cercle blanc sur case noire d8 · cercle blanc sur case noire h8 · cercle blanc sur case noire a7 · cercle blanc sur case blanche d7 · cercle blanc sur case noire g7 · cercle blanc sur case noire b6 · cercle blanc sur case noire d6 · cercle blanc sur case noire f6 · cercle blanc sur case noire c5 · cercle blanc sur case blanche d5 · cercle blanc sur case noire e5 · cercle blanc sur case blanche a4 · cercle blanc sur case noire b4 · cercle blanc sur case blanche c4 · Dame blanche sur case noire d4 · cercle blanc sur case blanche e4 · cercle blanc sur case noire f4 · cercle blanc sur case blanche g4 · cercle blanc sur case noire h4 · cercle blanc sur case noire c3 · cercle blanc sur case blanche d3 · cercle blanc sur case noire e3 · cercle blanc sur case noire b2 · cercle blanc sur case noire d2 · cercle blanc sur case noire f2 · cercle blanc sur case noire a1 · cercle blanc sur case blanche d1 · cercle blanc sur case noire g1 | cercle blanc sur case noire d8 · cercle blanc sur case noire h8 · cercle blanc sur case noire a7 · cercle blanc sur case blanche d7 · cercle blanc sur case noire g7 · cercle blanc sur case noire b6 · cercle blanc sur case noire d6 · cercle blanc sur case noire f6 · cercle blanc sur case noire c5 · cercle blanc sur case blanche d5 · cercle blanc sur case noire e5 · cercle blanc sur case blanche a4 · cercle blanc sur case noire b4 · cercle blanc sur case blanche c4 · Dame blanche sur case noire d4 · cercle blanc sur case blanche e4 · cercle blanc sur case noire f4 · cercle blanc sur case blanche g4 · cercle blanc sur case noire h4 · cercle blanc sur case noire c3 · cercle blanc sur case blanche d3 · cercle blanc sur case noire e3 · cercle blanc sur case noire b2 · cercle blanc sur case noire d2 · cercle blanc sur case noire f2 · cercle blanc sur case noire a1 · cercle blanc sur case blanche d1 · cercle blanc sur case noire g1 | cercle blanc sur case noire d8 · cercle blanc sur case noire h8 · cercle blanc sur case noire a7 · cercle blanc sur case blanche d7 · cercle blanc sur case noire g7 · cercle blanc sur case noire b6 · cercle blanc sur case noire d6 · cercle blanc sur case noire f6 · cercle blanc sur case noire c5 · cercle blanc sur case blanche d5 · cercle blanc sur case noire e5 · cercle blanc sur case blanche a4 · cercle blanc sur case noire b4 · cercle blanc sur case blanche c4 · Dame blanche sur case noire d4 · cercle blanc sur case blanche e4 · cercle blanc sur case noire f4 · cercle blanc sur case blanche g4 · cercle blanc sur case noire h4 · cercle blanc sur case noire c3 · cercle blanc sur case blanche d3 · cercle blanc sur case noire e3 · cercle blanc sur case noire b2 · cercle blanc sur case noire d2 · cercle blanc sur case noire f2 · cercle blanc sur case noire a1 · cercle blanc sur case blanche d1 · cercle blanc sur case noire g1 | cercle blanc sur case noire d8 · cercle blanc sur case noire h8 · cercle blanc sur case noire a7 · cercle blanc sur case blanche d7 · cercle blanc sur case noire g7 · cercle blanc sur case noire b6 · cercle blanc sur case noire d6 · cercle blanc sur case noire f6 · cercle blanc sur case noire c5 · cercle blanc sur case blanche d5 · cercle blanc sur case noire e5 · cercle blanc sur case blanche a4 · cercle blanc sur case noire b4 · cercle blanc sur case blanche c4 · Dame blanche sur case noire d4 · cercle blanc sur case blanche e4 · cercle blanc sur case noire f4 · cercle blanc sur case blanche g4 · cercle blanc sur case noire h4 · cercle blanc sur case noire c3 · cercle blanc sur case blanche d3 · cercle blanc sur case noire e3 · cercle blanc sur case noire b2 · cercle blanc sur case noire d2 · cercle blanc sur case noire f2 · cercle blanc sur case noire a1 · cercle blanc sur case blanche d1 · cercle blanc sur case noire g1 | 4 |
| 3 | cercle blanc sur case noire d8 · cercle blanc sur case noire h8 · cercle blanc sur case noire a7 · cercle blanc sur case blanche d7 · cercle blanc sur case noire g7 · cercle blanc sur case noire b6 · cercle blanc sur case noire d6 · cercle blanc sur case noire f6 · cercle blanc sur case noire c5 · cercle blanc sur case blanche d5 · cercle blanc sur case noire e5 · cercle blanc sur case blanche a4 · cercle blanc sur case noire b4 · cercle blanc sur case blanche c4 · Dame blanche sur case noire d4 · cercle blanc sur case blanche e4 · cercle blanc sur case noire f4 · cercle blanc sur case blanche g4 · cercle blanc sur case noire h4 · cercle blanc sur case noire c3 · cercle blanc sur case blanche d3 · cercle blanc sur case noire e3 · cercle blanc sur case noire b2 · cercle blanc sur case noire d2 · cercle blanc sur case noire f2 · cercle blanc sur case noire a1 · cercle blanc sur case blanche d1 · cercle blanc sur case noire g1 | cercle blanc sur case noire d8 · cercle blanc sur case noire h8 · cercle blanc sur case noire a7 · cercle blanc sur case blanche d7 · cercle blanc sur case noire g7 · cercle blanc sur case noire b6 · cercle blanc sur case noire d6 · cercle blanc sur case noire f6 · cercle blanc sur case noire c5 · cercle blanc sur case blanche d5 · cercle blanc sur case noire e5 · cercle blanc sur case blanche a4 · cercle blanc sur case noire b4 · cercle blanc sur case blanche c4 · Dame blanche sur case noire d4 · cercle blanc sur case blanche e4 · cercle blanc sur case noire f4 · cercle blanc sur case blanche g4 · cercle blanc sur case noire h4 · cercle blanc sur case noire c3 · cercle blanc sur case blanche d3 · cercle blanc sur case noire e3 · cercle blanc sur case noire b2 · cercle blanc sur case noire d2 · cercle blanc sur case noire f2 · cercle blanc sur case noire a1 · cercle blanc sur case blanche d1 · cercle blanc sur case noire g1 | cercle blanc sur case noire d8 · cercle blanc sur case noire h8 · cercle blanc sur case noire a7 · cercle blanc sur case blanche d7 · cercle blanc sur case noire g7 · cercle blanc sur case noire b6 · cercle blanc sur case noire d6 · cercle blanc sur case noire f6 · cercle blanc sur case noire c5 · cercle blanc sur case blanche d5 · cercle blanc sur case noire e5 · cercle blanc sur case blanche a4 · cercle blanc sur case noire b4 · cercle blanc sur case blanche c4 · Dame blanche sur case noire d4 · cercle blanc sur case blanche e4 · cercle blanc sur case noire f4 · cercle blanc sur case blanche g4 · cercle blanc sur case noire h4 · cercle blanc sur case noire c3 · cercle blanc sur case blanche d3 · cercle blanc sur case noire e3 · cercle blanc sur case noire b2 · cercle blanc sur case noire d2 · cercle blanc sur case noire f2 · cercle blanc sur case noire a1 · cercle blanc sur case blanche d1 · cercle blanc sur case noire g1 | cercle blanc sur case noire d8 · cercle blanc sur case noire h8 · cercle blanc sur case noire a7 · cercle blanc sur case blanche d7 · cercle blanc sur case noire g7 · cercle blanc sur case noire b6 · cercle blanc sur case noire d6 · cercle blanc sur case noire f6 · cercle blanc sur case noire c5 · cercle blanc sur case blanche d5 · cercle blanc sur case noire e5 · cercle blanc sur case blanche a4 · cercle blanc sur case noire b4 · cercle blanc sur case blanche c4 · Dame blanche sur case noire d4 · cercle blanc sur case blanche e4 · cercle blanc sur case noire f4 · cercle blanc sur case blanche g4 · cercle blanc sur case noire h4 · cercle blanc sur case noire c3 · cercle blanc sur case blanche d3 · cercle blanc sur case noire e3 · cercle blanc sur case noire b2 · cercle blanc sur case noire d2 · cercle blanc sur case noire f2 · cercle blanc sur case noire a1 · cercle blanc sur case blanche d1 · cercle blanc sur case noire g1 | cercle blanc sur case noire d8 · cercle blanc sur case noire h8 · cercle blanc sur case noire a7 · cercle blanc sur case blanche d7 · cercle blanc sur case noire g7 · cercle blanc sur case noire b6 · cercle blanc sur case noire d6 · cercle blanc sur case noire f6 · cercle blanc sur case noire c5 · cercle blanc sur case blanche d5 · cercle blanc sur case noire e5 · cercle blanc sur case blanche a4 · cercle blanc sur case noire b4 · cercle blanc sur case blanche c4 · Dame blanche sur case noire d4 · cercle blanc sur case blanche e4 · cercle blanc sur case noire f4 · cercle blanc sur case blanche g4 · cercle blanc sur case noire h4 · cercle blanc sur case noire c3 · cercle blanc sur case blanche d3 · cercle blanc sur case noire e3 · cercle blanc sur case noire b2 · cercle blanc sur case noire d2 · cercle blanc sur case noire f2 · cercle blanc sur case noire a1 · cercle blanc sur case blanche d1 · cercle blanc sur case noire g1 | cercle blanc sur case noire d8 · cercle blanc sur case noire h8 · cercle blanc sur case noire a7 · cercle blanc sur case blanche d7 · cercle blanc sur case noire g7 · cercle blanc sur case noire b6 · cercle blanc sur case noire d6 · cercle blanc sur case noire f6 · cercle blanc sur case noire c5 · cercle blanc sur case blanche d5 · cercle blanc sur case noire e5 · cercle blanc sur case blanche a4 · cercle blanc sur case noire b4 · cercle blanc sur case blanche c4 · Dame blanche sur case noire d4 · cercle blanc sur case blanche e4 · cercle blanc sur case noire f4 · cercle blanc sur case blanche g4 · cercle blanc sur case noire h4 · cercle blanc sur case noire c3 · cercle blanc sur case blanche d3 · cercle blanc sur case noire e3 · cercle blanc sur case noire b2 · cercle blanc sur case noire d2 · cercle blanc sur case noire f2 · cercle blanc sur case noire a1 · cercle blanc sur case blanche d1 · cercle blanc sur case noire g1 | cercle blanc sur case noire d8 · cercle blanc sur case noire h8 · cercle blanc sur case noire a7 · cercle blanc sur case blanche d7 · cercle blanc sur case noire g7 · cercle blanc sur case noire b6 · cercle blanc sur case noire d6 · cercle blanc sur case noire f6 · cercle blanc sur case noire c5 · cercle blanc sur case blanche d5 · cercle blanc sur case noire e5 · cercle blanc sur case blanche a4 · cercle blanc sur case noire b4 · cercle blanc sur case blanche c4 · Dame blanche sur case noire d4 · cercle blanc sur case blanche e4 · cercle blanc sur case noire f4 · cercle blanc sur case blanche g4 · cercle blanc sur case noire h4 · cercle blanc sur case noire c3 · cercle blanc sur case blanche d3 · cercle blanc sur case noire e3 · cercle blanc sur case noire b2 · cercle blanc sur case noire d2 · cercle blanc sur case noire f2 · cercle blanc sur case noire a1 · cercle blanc sur case blanche d1 · cercle blanc sur case noire g1 | cercle blanc sur case noire d8 · cercle blanc sur case noire h8 · cercle blanc sur case noire a7 · cercle blanc sur case blanche d7 · cercle blanc sur case noire g7 · cercle blanc sur case noire b6 · cercle blanc sur case noire d6 · cercle blanc sur case noire f6 · cercle blanc sur case noire c5 · cercle blanc sur case blanche d5 · cercle blanc sur case noire e5 · cercle blanc sur case blanche a4 · cercle blanc sur case noire b4 · cercle blanc sur case blanche c4 · Dame blanche sur case noire d4 · cercle blanc sur case blanche e4 · cercle blanc sur case noire f4 · cercle blanc sur case blanche g4 · cercle blanc sur case noire h4 · cercle blanc sur case noire c3 · cercle blanc sur case blanche d3 · cercle blanc sur case noire e3 · cercle blanc sur case noire b2 · cercle blanc sur case noire d2 · cercle blanc sur case noire f2 · cercle blanc sur case noire a1 · cercle blanc sur case blanche d1 · cercle blanc sur case noire g1 | 3 |
| 2 | cercle blanc sur case noire d8 · cercle blanc sur case noire h8 · cercle blanc sur case noire a7 · cercle blanc sur case blanche d7 · cercle blanc sur case noire g7 · cercle blanc sur case noire b6 · cercle blanc sur case noire d6 · cercle blanc sur case noire f6 · cercle blanc sur case noire c5 · cercle blanc sur case blanche d5 · cercle blanc sur case noire e5 · cercle blanc sur case blanche a4 · cercle blanc sur case noire b4 · cercle blanc sur case blanche c4 · Dame blanche sur case noire d4 · cercle blanc sur case blanche e4 · cercle blanc sur case noire f4 · cercle blanc sur case blanche g4 · cercle blanc sur case noire h4 · cercle blanc sur case noire c3 · cercle blanc sur case blanche d3 · cercle blanc sur case noire e3 · cercle blanc sur case noire b2 · cercle blanc sur case noire d2 · cercle blanc sur case noire f2 · cercle blanc sur case noire a1 · cercle blanc sur case blanche d1 · cercle blanc sur case noire g1 | cercle blanc sur case noire d8 · cercle blanc sur case noire h8 · cercle blanc sur case noire a7 · cercle blanc sur case blanche d7 · cercle blanc sur case noire g7 · cercle blanc sur case noire b6 · cercle blanc sur case noire d6 · cercle blanc sur case noire f6 · cercle blanc sur case noire c5 · cercle blanc sur case blanche d5 · cercle blanc sur case noire e5 · cercle blanc sur case blanche a4 · cercle blanc sur case noire b4 · cercle blanc sur case blanche c4 · Dame blanche sur case noire d4 · cercle blanc sur case blanche e4 · cercle blanc sur case noire f4 · cercle blanc sur case blanche g4 · cercle blanc sur case noire h4 · cercle blanc sur case noire c3 · cercle blanc sur case blanche d3 · cercle blanc sur case noire e3 · cercle blanc sur case noire b2 · cercle blanc sur case noire d2 · cercle blanc sur case noire f2 · cercle blanc sur case noire a1 · cercle blanc sur case blanche d1 · cercle blanc sur case noire g1 | cercle blanc sur case noire d8 · cercle blanc sur case noire h8 · cercle blanc sur case noire a7 · cercle blanc sur case blanche d7 · cercle blanc sur case noire g7 · cercle blanc sur case noire b6 · cercle blanc sur case noire d6 · cercle blanc sur case noire f6 · cercle blanc sur case noire c5 · cercle blanc sur case blanche d5 · cercle blanc sur case noire e5 · cercle blanc sur case blanche a4 · cercle blanc sur case noire b4 · cercle blanc sur case blanche c4 · Dame blanche sur case noire d4 · cercle blanc sur case blanche e4 · cercle blanc sur case noire f4 · cercle blanc sur case blanche g4 · cercle blanc sur case noire h4 · cercle blanc sur case noire c3 · cercle blanc sur case blanche d3 · cercle blanc sur case noire e3 · cercle blanc sur case noire b2 · cercle blanc sur case noire d2 · cercle blanc sur case noire f2 · cercle blanc sur case noire a1 · cercle blanc sur case blanche d1 · cercle blanc sur case noire g1 | cercle blanc sur case noire d8 · cercle blanc sur case noire h8 · cercle blanc sur case noire a7 · cercle blanc sur case blanche d7 · cercle blanc sur case noire g7 · cercle blanc sur case noire b6 · cercle blanc sur case noire d6 · cercle blanc sur case noire f6 · cercle blanc sur case noire c5 · cercle blanc sur case blanche d5 · cercle blanc sur case noire e5 · cercle blanc sur case blanche a4 · cercle blanc sur case noire b4 · cercle blanc sur case blanche c4 · Dame blanche sur case noire d4 · cercle blanc sur case blanche e4 · cercle blanc sur case noire f4 · cercle blanc sur case blanche g4 · cercle blanc sur case noire h4 · cercle blanc sur case noire c3 · cercle blanc sur case blanche d3 · cercle blanc sur case noire e3 · cercle blanc sur case noire b2 · cercle blanc sur case noire d2 · cercle blanc sur case noire f2 · cercle blanc sur case noire a1 · cercle blanc sur case blanche d1 · cercle blanc sur case noire g1 | cercle blanc sur case noire d8 · cercle blanc sur case noire h8 · cercle blanc sur case noire a7 · cercle blanc sur case blanche d7 · cercle blanc sur case noire g7 · cercle blanc sur case noire b6 · cercle blanc sur case noire d6 · cercle blanc sur case noire f6 · cercle blanc sur case noire c5 · cercle blanc sur case blanche d5 · cercle blanc sur case noire e5 · cercle blanc sur case blanche a4 · cercle blanc sur case noire b4 · cercle blanc sur case blanche c4 · Dame blanche sur case noire d4 · cercle blanc sur case blanche e4 · cercle blanc sur case noire f4 · cercle blanc sur case blanche g4 · cercle blanc sur case noire h4 · cercle blanc sur case noire c3 · cercle blanc sur case blanche d3 · cercle blanc sur case noire e3 · cercle blanc sur case noire b2 · cercle blanc sur case noire d2 · cercle blanc sur case noire f2 · cercle blanc sur case noire a1 · cercle blanc sur case blanche d1 · cercle blanc sur case noire g1 | cercle blanc sur case noire d8 · cercle blanc sur case noire h8 · cercle blanc sur case noire a7 · cercle blanc sur case blanche d7 · cercle blanc sur case noire g7 · cercle blanc sur case noire b6 · cercle blanc sur case noire d6 · cercle blanc sur case noire f6 · cercle blanc sur case noire c5 · cercle blanc sur case blanche d5 · cercle blanc sur case noire e5 · cercle blanc sur case blanche a4 · cercle blanc sur case noire b4 · cercle blanc sur case blanche c4 · Dame blanche sur case noire d4 · cercle blanc sur case blanche e4 · cercle blanc sur case noire f4 · cercle blanc sur case blanche g4 · cercle blanc sur case noire h4 · cercle blanc sur case noire c3 · cercle blanc sur case blanche d3 · cercle blanc sur case noire e3 · cercle blanc sur case noire b2 · cercle blanc sur case noire d2 · cercle blanc sur case noire f2 · cercle blanc sur case noire a1 · cercle blanc sur case blanche d1 · cercle blanc sur case noire g1 | cercle blanc sur case noire d8 · cercle blanc sur case noire h8 · cercle blanc sur case noire a7 · cercle blanc sur case blanche d7 · cercle blanc sur case noire g7 · cercle blanc sur case noire b6 · cercle blanc sur case noire d6 · cercle blanc sur case noire f6 · cercle blanc sur case noire c5 · cercle blanc sur case blanche d5 · cercle blanc sur case noire e5 · cercle blanc sur case blanche a4 · cercle blanc sur case noire b4 · cercle blanc sur case blanche c4 · Dame blanche sur case noire d4 · cercle blanc sur case blanche e4 · cercle blanc sur case noire f4 · cercle blanc sur case blanche g4 · cercle blanc sur case noire h4 · cercle blanc sur case noire c3 · cercle blanc sur case blanche d3 · cercle blanc sur case noire e3 · cercle blanc sur case noire b2 · cercle blanc sur case noire d2 · cercle blanc sur case noire f2 · cercle blanc sur case noire a1 · cercle blanc sur case blanche d1 · cercle blanc sur case noire g1 | cercle blanc sur case noire d8 · cercle blanc sur case noire h8 · cercle blanc sur case noire a7 · cercle blanc sur case blanche d7 · cercle blanc sur case noire g7 · cercle blanc sur case noire b6 · cercle blanc sur case noire d6 · cercle blanc sur case noire f6 · cercle blanc sur case noire c5 · cercle blanc sur case blanche d5 · cercle blanc sur case noire e5 · cercle blanc sur case blanche a4 · cercle blanc sur case noire b4 · cercle blanc sur case blanche c4 · Dame blanche sur case noire d4 · cercle blanc sur case blanche e4 · cercle blanc sur case noire f4 · cercle blanc sur case blanche g4 · cercle blanc sur case noire h4 · cercle blanc sur case noire c3 · cercle blanc sur case blanche d3 · cercle blanc sur case noire e3 · cercle blanc sur case noire b2 · cercle blanc sur case noire d2 · cercle blanc sur case noire f2 · cercle blanc sur case noire a1 · cercle blanc sur case blanche d1 · cercle blanc sur case noire g1 | 2 |
| 1 | cercle blanc sur case noire d8 · cercle blanc sur case noire h8 · cercle blanc sur case noire a7 · cercle blanc sur case blanche d7 · cercle blanc sur case noire g7 · cercle blanc sur case noire b6 · cercle blanc sur case noire d6 · cercle blanc sur case noire f6 · cercle blanc sur case noire c5 · cercle blanc sur case blanche d5 · cercle blanc sur case noire e5 · cercle blanc sur case blanche a4 · cercle blanc sur case noire b4 · cercle blanc sur case blanche c4 · Dame blanche sur case noire d4 · cercle blanc sur case blanche e4 · cercle blanc sur case noire f4 · cercle blanc sur case blanche g4 · cercle blanc sur case noire h4 · cercle blanc sur case noire c3 · cercle blanc sur case blanche d3 · cercle blanc sur case noire e3 · cercle blanc sur case noire b2 · cercle blanc sur case noire d2 · cercle blanc sur case noire f2 · cercle blanc sur case noire a1 · cercle blanc sur case blanche d1 · cercle blanc sur case noire g1 | cercle blanc sur case noire d8 · cercle blanc sur case noire h8 · cercle blanc sur case noire a7 · cercle blanc sur case blanche d7 · cercle blanc sur case noire g7 · cercle blanc sur case noire b6 · cercle blanc sur case noire d6 · cercle blanc sur case noire f6 · cercle blanc sur case noire c5 · cercle blanc sur case blanche d5 · cercle blanc sur case noire e5 · cercle blanc sur case blanche a4 · cercle blanc sur case noire b4 · cercle blanc sur case blanche c4 · Dame blanche sur case noire d4 · cercle blanc sur case blanche e4 · cercle blanc sur case noire f4 · cercle blanc sur case blanche g4 · cercle blanc sur case noire h4 · cercle blanc sur case noire c3 · cercle blanc sur case blanche d3 · cercle blanc sur case noire e3 · cercle blanc sur case noire b2 · cercle blanc sur case noire d2 · cercle blanc sur case noire f2 · cercle blanc sur case noire a1 · cercle blanc sur case blanche d1 · cercle blanc sur case noire g1 | cercle blanc sur case noire d8 · cercle blanc sur case noire h8 · cercle blanc sur case noire a7 · cercle blanc sur case blanche d7 · cercle blanc sur case noire g7 · cercle blanc sur case noire b6 · cercle blanc sur case noire d6 · cercle blanc sur case noire f6 · cercle blanc sur case noire c5 · cercle blanc sur case blanche d5 · cercle blanc sur case noire e5 · cercle blanc sur case blanche a4 · cercle blanc sur case noire b4 · cercle blanc sur case blanche c4 · Dame blanche sur case noire d4 · cercle blanc sur case blanche e4 · cercle blanc sur case noire f4 · cercle blanc sur case blanche g4 · cercle blanc sur case noire h4 · cercle blanc sur case noire c3 · cercle blanc sur case blanche d3 · cercle blanc sur case noire e3 · cercle blanc sur case noire b2 · cercle blanc sur case noire d2 · cercle blanc sur case noire f2 · cercle blanc sur case noire a1 · cercle blanc sur case blanche d1 · cercle blanc sur case noire g1 | cercle blanc sur case noire d8 · cercle blanc sur case noire h8 · cercle blanc sur case noire a7 · cercle blanc sur case blanche d7 · cercle blanc sur case noire g7 · cercle blanc sur case noire b6 · cercle blanc sur case noire d6 · cercle blanc sur case noire f6 · cercle blanc sur case noire c5 · cercle blanc sur case blanche d5 · cercle blanc sur case noire e5 · cercle blanc sur case blanche a4 · cercle blanc sur case noire b4 · cercle blanc sur case blanche c4 · Dame blanche sur case noire d4 · cercle blanc sur case blanche e4 · cercle blanc sur case noire f4 · cercle blanc sur case blanche g4 · cercle blanc sur case noire h4 · cercle blanc sur case noire c3 · cercle blanc sur case blanche d3 · cercle blanc sur case noire e3 · cercle blanc sur case noire b2 · cercle blanc sur case noire d2 · cercle blanc sur case noire f2 · cercle blanc sur case noire a1 · cercle blanc sur case blanche d1 · cercle blanc sur case noire g1 | cercle blanc sur case noire d8 · cercle blanc sur case noire h8 · cercle blanc sur case noire a7 · cercle blanc sur case blanche d7 · cercle blanc sur case noire g7 · cercle blanc sur case noire b6 · cercle blanc sur case noire d6 · cercle blanc sur case noire f6 · cercle blanc sur case noire c5 · cercle blanc sur case blanche d5 · cercle blanc sur case noire e5 · cercle blanc sur case blanche a4 · cercle blanc sur case noire b4 · cercle blanc sur case blanche c4 · Dame blanche sur case noire d4 · cercle blanc sur case blanche e4 · cercle blanc sur case noire f4 · cercle blanc sur case blanche g4 · cercle blanc sur case noire h4 · cercle blanc sur case noire c3 · cercle blanc sur case blanche d3 · cercle blanc sur case noire e3 · cercle blanc sur case noire b2 · cercle blanc sur case noire d2 · cercle blanc sur case noire f2 · cercle blanc sur case noire a1 · cercle blanc sur case blanche d1 · cercle blanc sur case noire g1 | cercle blanc sur case noire d8 · cercle blanc sur case noire h8 · cercle blanc sur case noire a7 · cercle blanc sur case blanche d7 · cercle blanc sur case noire g7 · cercle blanc sur case noire b6 · cercle blanc sur case noire d6 · cercle blanc sur case noire f6 · cercle blanc sur case noire c5 · cercle blanc sur case blanche d5 · cercle blanc sur case noire e5 · cercle blanc sur case blanche a4 · cercle blanc sur case noire b4 · cercle blanc sur case blanche c4 · Dame blanche sur case noire d4 · cercle blanc sur case blanche e4 · cercle blanc sur case noire f4 · cercle blanc sur case blanche g4 · cercle blanc sur case noire h4 · cercle blanc sur case noire c3 · cercle blanc sur case blanche d3 · cercle blanc sur case noire e3 · cercle blanc sur case noire b2 · cercle blanc sur case noire d2 · cercle blanc sur case noire f2 · cercle blanc sur case noire a1 · cercle blanc sur case blanche d1 · cercle blanc sur case noire g1 | cercle blanc sur case noire d8 · cercle blanc sur case noire h8 · cercle blanc sur case noire a7 · cercle blanc sur case blanche d7 · cercle blanc sur case noire g7 · cercle blanc sur case noire b6 · cercle blanc sur case noire d6 · cercle blanc sur case noire f6 · cercle blanc sur case noire c5 · cercle blanc sur case blanche d5 · cercle blanc sur case noire e5 · cercle blanc sur case blanche a4 · cercle blanc sur case noire b4 · cercle blanc sur case blanche c4 · Dame blanche sur case noire d4 · cercle blanc sur case blanche e4 · cercle blanc sur case noire f4 · cercle blanc sur case blanche g4 · cercle blanc sur case noire h4 · cercle blanc sur case noire c3 · cercle blanc sur case blanche d3 · cercle blanc sur case noire e3 · cercle blanc sur case noire b2 · cercle blanc sur case noire d2 · cercle blanc sur case noire f2 · cercle blanc sur case noire a1 · cercle blanc sur case blanche d1 · cercle blanc sur case noire g1 | cercle blanc sur case noire d8 · cercle blanc sur case noire h8 · cercle blanc sur case noire a7 · cercle blanc sur case blanche d7 · cercle blanc sur case noire g7 · cercle blanc sur case noire b6 · cercle blanc sur case noire d6 · cercle blanc sur case noire f6 · cercle blanc sur case noire c5 · cercle blanc sur case blanche d5 · cercle blanc sur case noire e5 · cercle blanc sur case blanche a4 · cercle blanc sur case noire b4 · cercle blanc sur case blanche c4 · Dame blanche sur case noire d4 · cercle blanc sur case blanche e4 · cercle blanc sur case noire f4 · cercle blanc sur case blanche g4 · cercle blanc sur case noire h4 · cercle blanc sur case noire c3 · cercle blanc sur case blanche d3 · cercle blanc sur case noire e3 · cercle blanc sur case noire b2 · cercle blanc sur case noire d2 · cercle blanc sur case noire f2 · cercle blanc sur case noire a1 · cercle blanc sur case blanche d1 · cercle blanc sur case noire g1 | 1 |
|   | a | b | c | d | e | f | g | h |   |

|   | a                                                               | b                                                               | c                                                               | d                                                               | e                                                               | f                                                               | g                                                               | h                                                               |   |
| 8 | Dame noire sur case noire d8 · Dame blanche sur case blanche d1 | Dame noire sur case noire d8 · Dame blanche sur case blanche d1 | Dame noire sur case noire d8 · Dame blanche sur case blanche d1 | Dame noire sur case noire d8 · Dame blanche sur case blanche d1 | Dame noire sur case noire d8 · Dame blanche sur case blanche d1 | Dame noire sur case noire d8 · Dame blanche sur case blanche d1 | Dame noire sur case noire d8 · Dame blanche sur case blanche d1 | Dame noire sur case noire d8 · Dame blanche sur case blanche d1 | 8 |
| 7 | Dame noire sur case noire d8 · Dame blanche sur case blanche d1 | Dame noire sur case noire d8 · Dame blanche sur case blanche d1 | Dame noire sur case noire d8 · Dame blanche sur case blanche d1 | Dame noire sur case noire d8 · Dame blanche sur case blanche d1 | Dame noire sur case noire d8 · Dame blanche sur case blanche d1 | Dame noire sur case noire d8 · Dame blanche sur case blanche d1 | Dame noire sur case noire d8 · Dame blanche sur case blanche d1 | Dame noire sur case noire d8 · Dame blanche sur case blanche d1 | 7 |
| 6 | Dame noire sur case noire d8 · Dame blanche sur case blanche d1 | Dame noire sur case noire d8 · Dame blanche sur case blanche d1 | Dame noire sur case noire d8 · Dame blanche sur case blanche d1 | Dame noire sur case noire d8 · Dame blanche sur case blanche d1 | Dame noire sur case noire d8 · Dame blanche sur case blanche d1 | Dame noire sur case noire d8 · Dame blanche sur case blanche d1 | Dame noire sur case noire d8 · Dame blanche sur case blanche d1 | Dame noire sur case noire d8 · Dame blanche sur case blanche d1 | 6 |
| 5 | Dame noire sur case noire d8 · Dame blanche sur case blanche d1 | Dame noire sur case noire d8 · Dame blanche sur case blanche d1 | Dame noire sur case noire d8 · Dame blanche sur case blanche d1 | Dame noire sur case noire d8 · Dame blanche sur case blanche d1 | Dame noire sur case noire d8 · Dame blanche sur case blanche d1 | Dame noire sur case noire d8 · Dame blanche sur case blanche d1 | Dame noire sur case noire d8 · Dame blanche sur case blanche d1 | Dame noire sur case noire d8 · Dame blanche sur case blanche d1 | 5 |
| 4 | Dame noire sur case noire d8 · Dame blanche sur case blanche d1 | Dame noire sur case noire d8 · Dame blanche sur case blanche d1 | Dame noire sur case noire d8 · Dame blanche sur case blanche d1 | Dame noire sur case noire d8 · Dame blanche sur case blanche d1 | Dame noire sur case noire d8 · Dame blanche sur case blanche d1 | Dame noire sur case noire d8 · Dame blanche sur case blanche d1 | Dame noire sur case noire d8 · Dame blanche sur case blanche d1 | Dame noire sur case noire d8 · Dame blanche sur case blanche d1 | 4 |
| 3 | Dame noire sur case noire d8 · Dame blanche sur case blanche d1 | Dame noire sur case noire d8 · Dame blanche sur case blanche d1 | Dame noire sur case noire d8 · Dame blanche sur case blanche d1 | Dame noire sur case noire d8 · Dame blanche sur case blanche d1 | Dame noire sur case noire d8 · Dame blanche sur case blanche d1 | Dame noire sur case noire d8 · Dame blanche sur case blanche d1 | Dame noire sur case noire d8 · Dame blanche sur case blanche d1 | Dame noire sur case noire d8 · Dame blanche sur case blanche d1 | 3 |
| 2 | Dame noire sur case noire d8 · Dame blanche sur case blanche d1 | Dame noire sur case noire d8 · Dame blanche sur case blanche d1 | Dame noire sur case noire d8 · Dame blanche sur case blanche d1 | Dame noire sur case noire d8 · Dame blanche sur case blanche d1 | Dame noire sur case noire d8 · Dame blanche sur case blanche d1 | Dame noire sur case noire d8 · Dame blanche sur case blanche d1 | Dame noire sur case noire d8 · Dame blanche sur case blanche d1 | Dame noire sur case noire d8 · Dame blanche sur case blanche d1 | 2 |
| 1 | Dame noire sur case noire d8 · Dame blanche sur case blanche d1 | Dame noire sur case noire d8 · Dame blanche sur case blanche d1 | Dame noire sur case noire d8 · Dame blanche sur case blanche d1 | Dame noire sur case noire d8 · Dame blanche sur case blanche d1 | Dame noire sur case noire d8 · Dame blanche sur case blanche d1 | Dame noire sur case noire d8 · Dame blanche sur case blanche d1 | Dame noire sur case noire d8 · Dame blanche sur case blanche d1 | Dame noire sur case noire d8 · Dame blanche sur case blanche d1 | 1 |
|   | a                                                               | b                                                               | c                                                               | d                                                               | e                                                               | f                                                               | g                                                               | h                                                               |   |

La dame est la pièce la plus puissante du jeu. Chaque camp en possède une placée, au début de la partie, au milieu du premier rang à côté du roi, la dame blanche sur la case centrale blanche, la dame noire sur case centrale noire. En notation algébrique, la position initiale de la dame blanche est d1 alors que celle de la dame noire est d8.
La dame est une pièce à longue portée, capable de se mouvoir en ligne droite, verticalement, horizontalement, et diagonalement, sur un nombre quelconque de cases inoccupées comme le montre le diagramme sur la gauche, combinant ainsi le déplacement de la tour et celui du fou. Comme pour les autres pièces du jeu d'échecs (excepté pour le pion lors de la prise en passant), la dame capture en occupant la case occupée par une pièce adverse.

## Historique

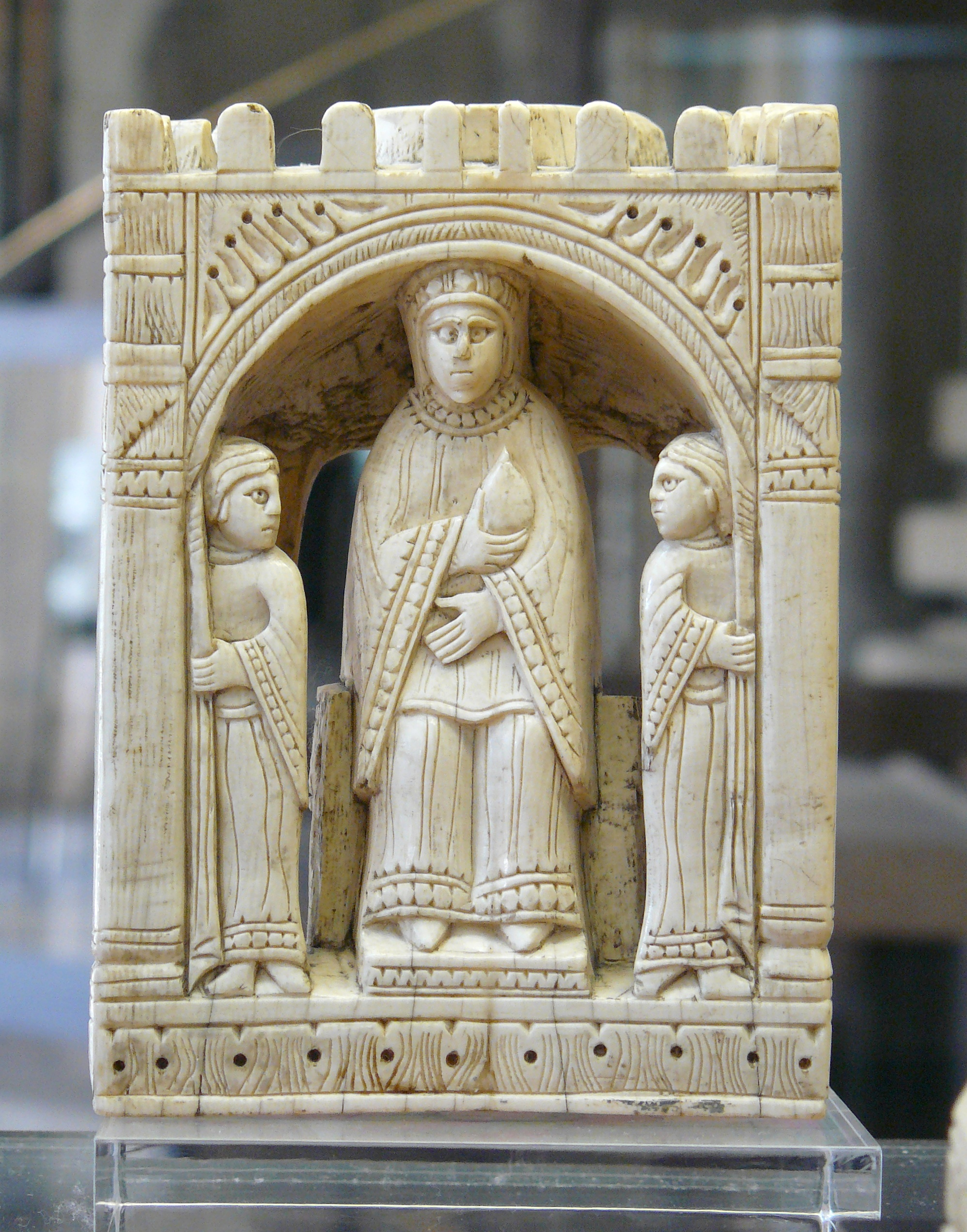
Dame en ivoire d’éléphant d’un jeu d’échecs du XIe siècle provenant d’Italie méridionale, dit échiquier de Charlemagne.

Dans l'ancêtre historique du jeu d'échecs, le shatranj, la dame était une pièce relativement faible appelée fiz (ou vizir, le conseiller). Elle se déplaçait d’une case en diagonale.
La pièce est devenue la dame pendant la période médiévale entièrement tournée vers l'attaque et la contre-attaque. Son déplacement actuel est apparu en Europe au XVe siècle. Cette évolution pourrait être la conséquence d'une montée en puissance de l'influence des femmes dans les principautés italiennes de l'époque.

## Valeur
Ordinairement, la dame est légèrement plus puissante qu'une tour et un fou associés, alors qu'elle est légèrement moins puissante que deux tours. Elle vaut l'équivalent de neuf à dix pions (cette valeur n'est qu'une estimation de l'importance relative de la dame par rapport aux autres pièces, ce n'est pas un élément du jeu). Puisque la dame a plus de valeur que chacune des autres pièces, il est presque toujours défavorable d'échanger sa dame contre une autre pièce que la dame adverse.
Le potentiel de la dame est à son apogée lorsque l'échiquier est ouvert, quand le roi adverse n'est pas très bien défendu, ou quand il y a des pièces non défendues dans le camp adverse. En raison de sa capacité à se déplacer dans plus d'une direction et ce sur une longue étendue, la dame est bien équipée pour exécuter les fourchettes, mais c'est utile seulement si la pièce prise en fourchette n'est pas défendue.

## Stratégie
Souvent les joueurs débutants sortent la dame dès que possible, dans l'espoir de dévaster les positions adverses et parfois même pour conduire à un échec et mat précoce (par exemple le mat du lion ou le coup du berger). Même si c'est efficace contre d'autres débutants, cette stratégie est désavantageuse contre les joueurs expérimentés. En effet, sans l'aide des autres pièces développées, une attaque de la dame peut facilement être repoussée, et même puisque la dame est la pièce la plus puissante, elle peut aider le développement des pièces ennemies qui la prennent pour cible, voire être capturée par une pièce de moindre valeur. Cependant, la défense scandinave où la dame joue généralement les deuxième et troisième coups est jouée à haut niveau.
L'échange des dames est souvent considéré comme la fin du milieu de partie bien qu'il y ait des finales de dames. Les finales de dames sont difficiles à gagner à cause de la grande liberté de mouvement des dames, des possibilités de pat et d'échecs perpétuels.
La puissance de la dame en fait une pièce particulièrement intéressante à utiliser, d'une part dans les problèmes d'échecs, c'est-à-dire les positions arbitraires dans lesquelles il faut trouver les coups à jouer, d'autre part dans des problèmes mathématiques inspirés du jeu d'échecs, comme le problème des huit dames appelé aussi le problème des huit reines.
Un pion pouvant être promu en dame lorsqu'il parvient à la huitième rangée même si son camp possède déjà une Dame, on a vu comme curiosités des parties de maîtres avec quatre dames (deux blanches et deux noires) sur l'échiquier. L'action concertée de deux Dames permet généralement de mater le roi adverse très rapidement.

## Notation
Dans la notation algébrique en français, la dame est représentée par la lettre D, comme en allemand (pour dame) ou en espagnol (pour dama). La notation en anglais emploie la lettre Q (pour queen).

## Symboles
En Unicode, les symboles sont :
- U+2655 ♕ dame blanche du jeu d'échecs (HTML : &#9813;)
- U+265B ♛ dame noire du jeu d'échecs (HTML : &#9819;)